# 约翰·松德贝里
约翰·松德贝里（瑞典語：John Sundberg，1920年12月20日—2004年2月10日），瑞典男子射击运动员。他曾代表瑞典参加1956年和1964年夏季奥林匹克运动会射击比赛，其中1956年奥运会获得一枚铜牌。